# Mikel Jauregizar
Mikel Jauregizar Alboniga (Bermeo, Vizcaya, 13 de noviembre de 2003), conocido como Jauregizar, es un futbolista español que juega como centrocampista en el Athletic Club de Primera División.

## Trayectoria

### Inicios en Bermeo FT y llegada a Lezama
Mikel se inició como futbolista en las filas del Bermeo FT de su localidad natal. En el equipo txos coincidió con Unai Gómez que, además, era su compañero en la Ikastola Eleizalde.Progresó por todas sus categorías inferiores hasta que, el 18 de abril de 2019, debutó con el primer equipo en un encuentro, frente a la SD San Pedro (3-3) en Itxas Gane, que acabó por certificar el descenso a División de Honor.En la campaña 2019-20 jugó en el juvenil del Bermeo, aunque acudió a entrenar con el Athletic Club en varias ocasiones.Se asentó en el primer equipo txo, en División de Honor, en la temporada 2020-21.
Finalmente, se incorporó a las categorías inferiores del Athletic Club en 2021, con diecisiete años, para jugar en el juvenil.En verano de 2022 pasó al segundo filial rojiblanco, el C. D. Basconia, en Tercera Federación.Para la campaña 2023-24 promocionó al Bilbao Athletic de Segunda Federación.Con el filial rojiblanco, logró el ascenso a Primera Federación bajo las órdenes de Carlos Gurpegui.

### Athletic Club
El 7 de diciembre de 2023 debutó con el Athletic Club, en un encuentro de Copa del Rey frente al CD Cayón, sustituyendo a Unai Gómez.El 16 de diciembre debutó en Primera División, en San Mamés, ante el Atlético de Madrid (2-0).El 6 de abril de 2024 consiguió su primera Copa del Rey, después de que el Athletic Club venciera al RCD Mallorca en la tanda de penaltis, aunque se quedó fuera de la convocatoria.
De cara a la temporada 2024-25 promocionó definitivamente a la primera plantilla rojiblanca.El 29 de septiembre logró su primer gol en Primera División, en San Mamés, en un empate frente al Sevilla FC.Durante la temporada, se asentó en la titularidad dando un gran rendimiento.El 23 de febrero abrió el marcador en la histórica goleada ante el Real Valladolid (7-1).Continuó como titular en las eliminatorias de Liga Europa frente a la AS Roma y Rangers, consolidándose como pieza clave para Ernesto Valverde.El 8 de mayo, en el partido de vuelta de semifinales en Old Trafford, adelantó al equipo rojiblanco en la derrota ante el Manchester United (4-1).El 26 de mayo, apenas unos días después de la retirada de Óscar de Marcos, el club anunció que heredaría su dorsal.Cuatro días después se anunció su renovación hasta junio de 2031, sin cláusula de rescisión.

## Selección nacional
El 16 de noviembre de 2024 fue convocado por la selección española sub-21 para sustituir a Pablo Barrios, que fue llamado por la absoluta.El 19 de noviembre debutó con la selección sub-21, dirigida por Santi Denia, en un amistoso ante Dinamarca sub-21 (2-1) disputado en el Estadio Carlos Belmonte de Albacete.
El 30 de mayo de 2025 fue uno de los convocados para la disputa de la Eurocopa sub-21 de Eslovaquia.El 14 de junio logró su primer gol con la sub-21 en la victoria frente a Rumanía (2-1) en el segundo partido de la fase de grupos.

## Estadísticas

### Clubes
Actualizado al último partido disputado el 28 de octubre de 2024.
| Club                     | Div.          | Temporada     | Liga  | Liga  | Copas nacionales | Copas nacionales | Copas internacionales | Copas internacionales | Total | Total |
| Club                     | Div.          | Temporada     | Part. | Goles | Part.            | Goles            | Part.                 | Goles                 | Part. | Goles |
| ------------------------ | ------------- | ------------- | ----- | ----- | ---------------- | ---------------- | --------------------- | --------------------- | ----- | ----- |
| C. D. Basconia · España  | 3.ª F         | 2022-23       | 29    | 3     | ―                | ―                | ―                     | ―                     | 29    | 3     |
| C. D. Basconia · España  | Total club    | Total club    | 29    | 3     | 0                | 0                | 0                     | 0                     | 29    | 3     |
| Bilbao Athletic · España | 1.ª F         | 2022-23       | 1     | 0     | ―                | ―                | ―                     | ―                     | 1     | 0     |
| Bilbao Athletic · España | 2.ª F         | 2023-24       | 14    | 1     | ―                | ―                | ―                     | ―                     | 14    | 1     |
| Bilbao Athletic · España | Total club    | Total club    | 15    | 1     | 0                | 0                | 0                     | 0                     | 15    | 1     |
| Athletic Club · España   | 1.ª           | 2023-24       | 7     | 0     | 3                | 0                | —                     | —                     | 10    | 0     |
| Athletic Club · España   | 1.ª           | 2024-25       | 34    | 2     | 3                | 0                | 11                    | 1                     | 48    | 3     |
| Athletic Club · España   | 1.ª           | 2025-26       | 1     | 0     | 0                | 0                | 0                     | 0                     | 1     | 0     |
| Athletic Club · España   | Total club    | Total club    | 42    | 2     | 6                | 0                | 11                    | 1                     | 59    | 3     |
| Total carrera            | Total carrera | Total carrera | 86    | 6     | 6                | 0                | 11                    | 1                     | 102   | 7     |

## Palmarés

### Campeonatos nacionales
| Título       | Equipo        | País   | Año  |
| ------------ | ------------- | ------ | ---- |
| Copa del Rey | Athletic Club | España | 2024 |